# Стоян Зафирович
Стоян Зафирович (на сръбски: Стојан Зафировић) е сръбски учител, деец на Сръбската пропаганда в Македония, писател.

## Биография
Роден е на 16 декември 1884 година в Прищина, Османската империя. Завършва основното училище в родния си град (1891 - 1894). В 1903 година завършва с отличен успех сръбската гимназия „Дом на науките“ в Солун. Учи педагогика и етика във Великата школа в Белград (1903 - 1907). След завършването си е назначен в Скопското педагогическо училище. В 1908 година е преместен в Плевленската гимназия, а в 1909 година е назначен в Призренската семинария.
Зафирович участва активно в националното движение на сърбите в Османската империя. След Младотурската революция в 1908 година е делегат на Първата сръбска конференция, провела се между 12 и 15 август 1908 година в Скопие, на която е основана Сръбска демократическа лига в Османската империя и сформира комитети в Прищина, Вучитрън и Митровица. Избран е за депутат от Прищина в скупщината на сърбите османлии в Скопие.
В учебната 1909/1910 година е първият постоянен инспектор за сръбските училища в Рашко-Призренската епархия. Полага учителски изпит в Белград в 1911 година. От април до септември 1911 година е член на епархийската администрация, отговарящ за образователните въпроси.
Участва в Балканската война като чиновник. В 1913 година е преместен от Призрен, като учител в гимназията в Крушевац, а оттам през 1914 година в попадналата в Сърбия Крива паланка, където е директор на гимназията. Участва и в Първата световна война. След войната от 1918 до 1919 година е учител в Педагогическото училище в Скопие. В 1919 година е преместен в Крагуевац като учител в Девическото педагогическо училище, на което впоследствие става директор. В началото на 1920 година се жени за учителката Драга Йованович. От 1924 година е директор на Неготинското педагогическо училище, а през октомври 1926 година е преместен в Скопие първо като директор на Педагогическото училище, а след това като директор на Мъжката гимназия. В 1927 година става просветен инспектор на Скопска област. Началник е на образователния отдел на Вардарската бановина от 1929 година до разгрома на Кралство Югославия през април 1941 година, когато бяга в Крагуевац и през май е назначен за учител на тамошната Първата мъжка гимназия, а през август се пенсионира.
След освобождението на Крагуевац през 1944 година, отново започва да преподава до окончателното си пенсиониране през октомври 1945 година. Мести се в Белград и работи като хонорарен сътрудник в Архива на Сръбската академия на науките и изкуствата.
Умира на 15 октомври 1971 година в Белград.